# أدريان معلوف
أدريان معلوف (من مواليد 4 سبتمبر 1961) هي سيدة أعمال أمريكية، وشخصية تلفزيونية، ومصمم أحذية، وشريكة في ملكية الحيازات التجارية المختلفة لشركات «معلوف».
تمتلك حصة 2% من منتجع " Palms Casino " الذي يقع في لاس فيغاس، وشركة معلوف مختصة لانتاج الموسيقى، والحدث الرئيسي الموجود كل سنة هو كأس مالوف ماليز للمتقاعدين.

## حياتها
ولدت في 4 سبتمبر، 1961، في البوكيرك، نيو مكسيكو، حيث كان والدها يملك بيرة كورس، وتعتبر أدريان معلوف من التراث اللبناني والايرلندي، وهي عضو في عائلة معلوف، وهي الابنة الثالثة وابنة الملياردير الملياردير جورج جيه.
حضرت جامعة نيو مكسيكو على منحة دراسية كاملة كلاعب تنس، حيث حصلت على شهادة في العلوم السياسية، وكانت عضوًا في نادي بي بيتا فاي.

## مهنتها
بعد عملها في قسم التسويق والترويج في أعمال الخمور والنبيذ الخاصة بعائلتها، طورت دورها ليشمل مصالح جميع شركات مالوف واستمرت في السيطرة على الكثير من عمليات التسويق الخاصة بشركات مالوف لأكثر من عشرين عامًا.
وتشارك أيضًا في وضع معايير خدمة العملاء لجميع شركات معلوف، كما أنتجت العديد من مشاريع شركة معلوف للإنتاج بما في ذلك فيلم الرعب " Feast " لعام 2005.
كانت عضوة في الفصول الثلاثة الأولى من فرقة برافو لربات البيوت الحقيقية في بيفرلي هيلز، وهي جزء من سلسلة ربات البيوت الحقيقيات في الشبكة، إلى جانب كيم وكايل ريتشاردز، وكميل غرامر، وليسا فاندربومب، وبراندي غلانفيل، وتايلور آرمسترونغ.
في 4 مارس 2013، أعلنت معلوف أنها سوف تغادر المسلسل التلفزيوني، ولكنها قدمت مظاهر ضيف في مسلسل «الخامس والسادس والثامن».
في ديسمبر 2011، قامت بإصدار أدريان مالوف من قبل تشارلز جوردان، وهي مجموعة أحذية صغيرة أنتجها تشارلز جوردان.

## حياتها الشخصية
تزوجت في 2 مايو 2002 من جراح التجميل بول ناصيف وهو يتخصص في جراحة تجميل الوجه، وبالتحديد جراحة تجميل الأنف.
لديها ثلاثة أبناء: غافين «ولد 2003» وتوأمان كولين وكريستيان «ولدو 2006».
كانوا يقيمون في بيفرلي بارك، وهو مجتمع مسور في لوس أنجلوس، تقدمت ناصيف بطلب الانفصال عنها في 30 يوليو 2012.
وقد أشارت الصحف، التي رفعت إلى محكمة لوس أنجلوس العليا، إلى وجود اختلافات غير قابلة للتسوية كسبب للفصل.
تطلقت من زوجها في 8 نوفمبر 2012 .
في 22 يناير 2013، أكدت معلوف أنها كانت تتواعد رسميا مع شون ستيوارت - ابن الروك البريطاني رود ستيوارت.

## روابط خارجية
- أدريان معلوف على موقع IMDb (الإنجليزية)
- أدريان معلوف على موقع قاعدة بيانات الفيلم (الإنجليزية)